# BAFTA Akadémiai tagság
A BAFTA Akadémia tagság a Brit Film- és Televíziós Akadémia legnagyobb presztízsű elismerése, melyet 1971 óta ítélnek oda a mozgóképes művészet területén elért kiemelkedő teljesítményért. A díjazottak többsége filmrendező, de részesültek az elismerésben színészek, producerek, írók és operatőrök is. Az első Akadémiai tag Alfred Hitchcock volt.

## Akadémiai tagok
- 1971 – Alfred Hitchcock
- 1972 – Freddie Young
- 1973 – Grace Wyndham Goldie
- 1974 – David Lean
- 1975 – Jacques-Yves Cousteau
- 1976 – Charlie Chaplin és Laurence Olivier
- 1977 – Denis Forman
- 1978 – Fred Zinnemann
- 1979 – Lew Grade és Huw Wheldon
- 1980 – David Attenborough és John Huston
- 1981 – Abel Gance, Michael Powell és Emeric Pressburger
- 1982 – Andrzej Wajda
- 1983 – Richard Attenborough
- 1984 – Hugh Greene és Sam Spiegel
- 1985 – Jeremy Isaacs
- 1986 – Steven Spielberg
- 1987 – Federico Fellini
- 1988 – Ingmar Bergman
- 1989 – Alec Guinness
- 1990 – Paul Fox
- 1991 – Louis Malle
- 1992 – John Gielgud és David Plowright
- 1993 – Sydney Samuelson és Colin Young
- 1994 – Michael Grade
- 1995 – Billy Wilder
- 1996 – Jeanne Moreau, Ronald Neame, John Schlesinger és Maggie Smith
- 1997 – Woody Allen, Steven Bochco, Julie Christie, Oswald Morris, Harold Pinter és David Rose
- 1998 – Sean Connery és Bill Cotton
- 1999 – Eric Morecambe, Ernie Wise és Elizabeth Taylor
- 2000 – Michael Caine, Stanley Kubrick és Peter Bazalgette
- 2001 – Albert Finney, John Thaw és Judi Dench
- 2002 – Warren Beatty, Merchant Ivory Productions, Andrew Davies és John Mills
- 2003 – Saul Zaentz és David Jason
- 2004 – John Boorman és Roger Graef
- 2005 – John Barry és David Frost
- 2006 – David Puttnam és Ken Loach
- 2007 – Anne V. Coates, Richard Curtis és Will Wright
- 2008 – Anthony Hopkins és Bruce Forsyth
- 2009 – Terry Gilliam, Nolan Bushnell, Dawn French és Jennifer Saunders
- 2010 – Vanessa Redgrave
- 2011 – Sir Christopher Lee, Peter Molyneux és Trevor McDonald
- 2012 - Martin Scorsese
- 2013 - Alan Parker, Gabe Newell és Michael Palin
- 2014 - Helen Mirren, Rockstar Games és Julie Walters
- 2015 - Mike Leigh, David Braben és Jon Snow
- 2016 - Sidney Poitier, John Carmack, Ray Galton és Alan Simpson
- 2017 - Mel Brooks, Joanna Lumley
- 2018 - Ridley Scott, Tim Schafer és Kate Adie
- 2019 - Thelma Schoonmaker, Joan Bakewell
- 2020 - Kathleen Kennedy
- 2021 - Ang Lee, Siobhan Reddy
- 2022 - Billy Connolly
- 2023 - Sandy Powell
- 2024 - Samantha Morton
- 2025 - Warwick Davis